# Percussion (médecine)
Pour les articles homonymes, voir Percussion.

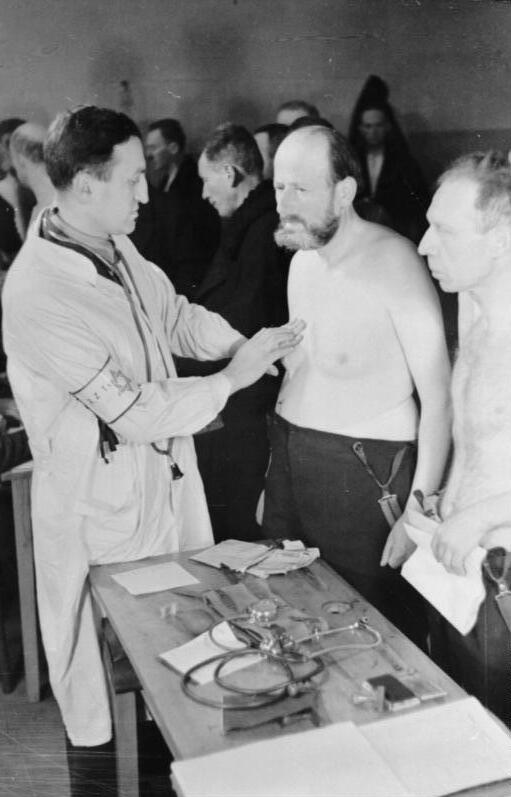
Percussion médiate du thorax

La percussion, en médecine, est une technique utilisant l'analyse de la tonalité du son produit par la percussion douce, effectuée par le médecin, de différents endroits du corps d'un patient (thorax et abdomen par exemple). C’est, avec l’inspection, la palpation et l’auscultation, l’un des quatre temps de l’examen clinique général (ou examen physique, au lit du malade).

## Historique
Cette méthode ancestrale était employée par les vignerons pour distinguer les tonneaux pleins des vides ou même pour estimer le volume de leur contenu.

C’est le médecin autrichien Leopold Auenbrugger (1722-1809) qui eut le premier l’idée de son application en médecine. Plus tard, Jean-Nicolas Corvisart, médecin de Napoléon Bonaparte, découvrit et traduisit les travaux d’Auenbrugger. Pierre Adolphe Piorry et Joseph Škoda répandirent et raffinèrent la sémiologie de la percussion dans diverses affections cardiaques et pulmonaires.

## Technique
Il y a deux manières de percuter :
- La percussion immédiate consiste à frapper directement avec l'extrémité des doigts recourbés une zone du corps ;
- La percussion médiate se pratique avec le majeur d’une main qui frappe celui de l’autre main appliquée en regard de la zone du corps à examiner.

La percussion immédiate est plus facile à réaliser, et facile à interpréter, mais elle est impossible si le tissu à percuter est trop mou (couche de graisse, abdomen). Elle permet aussi de comparer plus facilement la sonorité de deux organes symétriques (poumons), en percutant chaque organe alternativement avec une main.
Les bruits produits par la percussion se rangent en deux catégories opposées :
- bruits tympaniques caractérisés par leur résonance (sensation d’écho). On parle de tympanisme pour les désigner
- bruits mats avec au contraire absence de résonance. Le substantif correspondant est la matité.

La présence d’une masse solide sous la surface produit un son mat. Une structure creuse et remplie d’air rendra au contraire une sonorité tympanique.

### Percussion du thorax
Elle est utilisée dans le diagnostic clinique du pneumothorax, de l’emphysème, des pneumonies lobaires et des épanchements pleuraux.

### Percussion de l’abdomen
Elle permet d’estimer l’augmentation de volume d’un organe plein comme le foie ou la rate et de détecter la présence de liquide dans la cavité péritonéale par la modification du tympanisme abdominal physiologique.